# 商隊

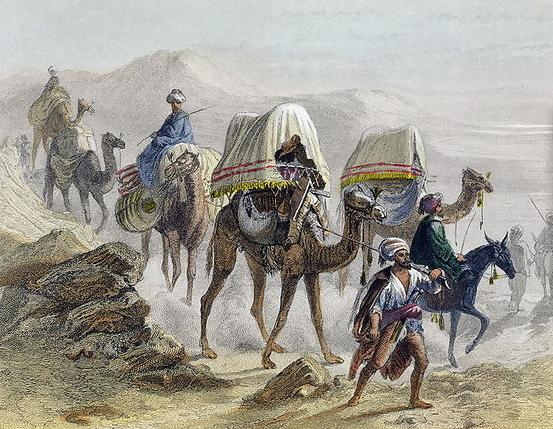
裝載著轎子的駱駝商隊（西元1855年）

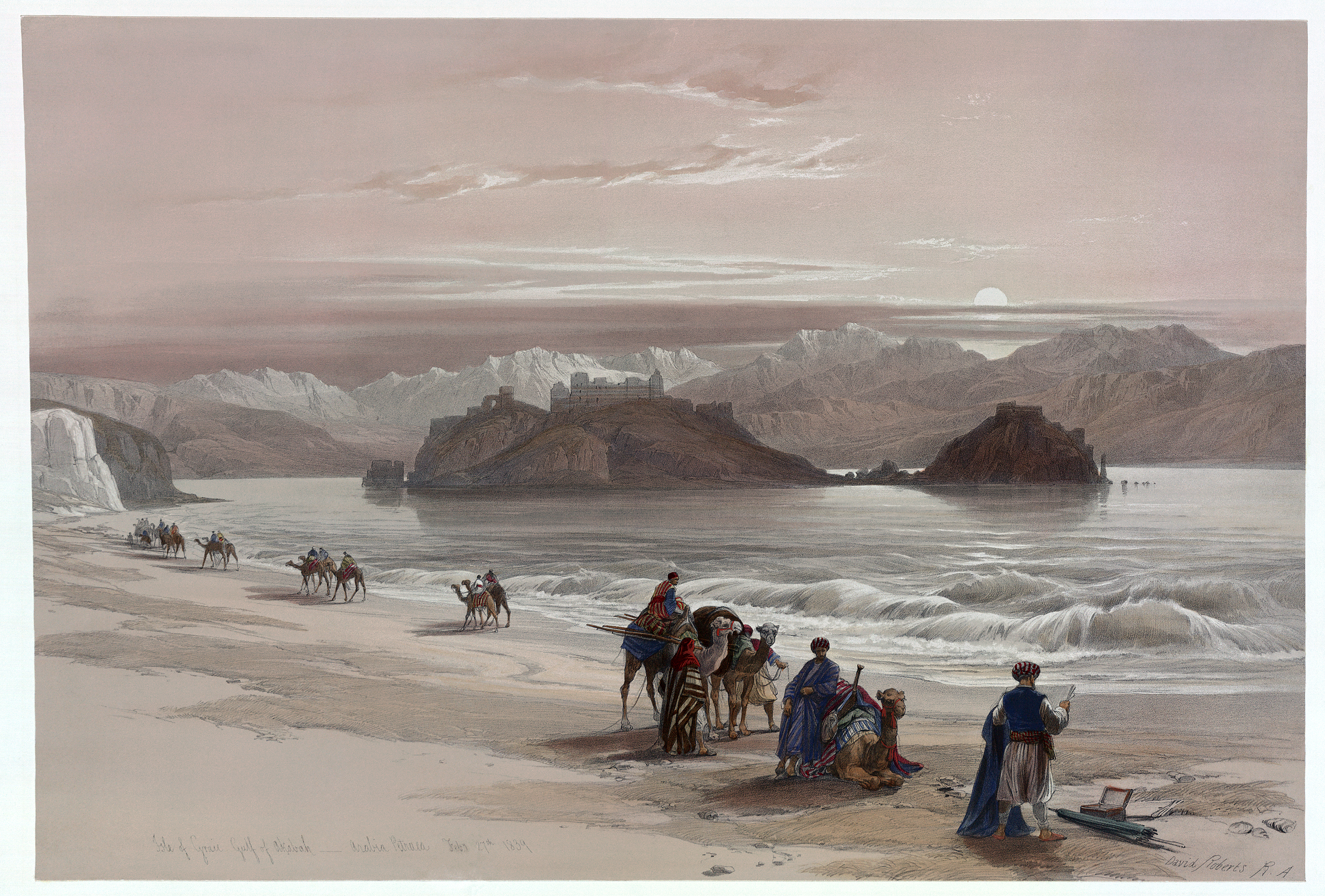
正沿著亞喀巴灣海岸旅行的商隊，版畫，西元1839年

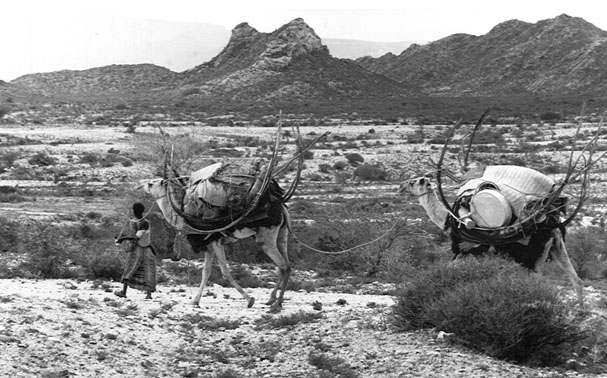
索馬利亞的駱駝商隊

商隊（波斯語：‎）是指一起長途跋涉進行商業活動的商人隊伍，通常主要是用於穿越交通不便的沙漠或是惡劣地形，例如橫跨整個歐亞的絲綢之路，就是由許多商隊穿過塔克拉瑪干沙漠而形成的。而商隊的優點在於能對抗盜匪騷擾，以及括大交易的規模經濟。通常商隊的運輸工具為駱駝、馬、驢、騾及大象。
在中國，有另一種型式的商隊，叫做馬幫，相較於一般商隊，馬幫並非由零散的商人組成，而是一種有嚴密組織，行動規範的團體。馬幫有其領導階層：大鍋頭（領導者）、二鍋頭（副領導者）、管事（雜務總管）。而馬幫跟商隊還有一個很大的不同點，商隊的成員多半是商人，其武裝力量多半來雇用的護衛人員，而馬幫則是類似武裝集團，成員都有一定程度的自衛能力。
西漢時的絲路，連接了歐洲及亞洲，商人們運送絲綢、奢侈品等，賺進了大筆財富。隨著運送需求變大，旅行的商人們也成為盜匪覬覦的對像，因此商人們開始結伴而行，甚至僱用護衛保護，商隊也因此而產生。隨著商隊的成功，絲路上也開始出現專門為商隊整補的商隊驛站，現在中國西部的有些城鎮就是當年絲路上為了招待商隊的驛站。但是商隊也有其限制所在，它的載運量隨著商隊規模的擴大，有很大一部分的載運量要用於運送商隊成員、護衛、以及生活必需品。因此一個有500匹駱駝的商隊，其物資運送量大約只等同於正規拜占庭帝國商船的一半，甚至更少。
現今商隊在交通欠發達的地區，仍然是運送重要商品通過惡劣地形的方法之一，如乾旱地區的種子運送。著明的例子是跨撒哈拉貿易。